# Ррапай, Аринальдо
Арина́льдо Ррапа́й (алб. Arinaldo Rrapaj; 9 августа 2001, Кавая) — албанский футболист, полузащитник ковалёвского «Колоса».

## Клубная карьера
Воспитанник «Фламуртари». В футболке вльорского клуба дебютировал 19 мая 2018 года в победном (2:1) домашнем поединке албанской Суперлиги против «Партизани», в котором вышел на поле в стартовом составе.
Сезон 2020/21 провёл в «Скендербеу», за который сыграл 30 матчей в чемпионате. В июне 2021 года подписал 3-летний контракт с возможностью продления ещё на один год из «Партизани». Сумма отступных составила 50 000 евро. В футболке столичного клуба дебютировал 10 сентября 2021 года в проигранном (0:1) выездном поединке 1-го тура албанской Суперлиги против дурреской «Теуты». Аринальдо вышел на поле в стартовом составе, а на 70-й минуте его заменил Эсат Мала. Первым голом за «Партизани» отличился 26 сентября 2021 года на 88-й минуте ничейного (1:1) домашнего поединка 3-го тура Суперлиги Албании против шкодерской «Влазнии». Ррапай вышел на поле на 79-й минуте вместо бразильца Лукаса. За столичный клуб сыграл 112 матчей (19 голов) в высшем дивизионе чемпионата Албании, 12 матчей (1 гол) в кубке страны, 1 поединок в суперкубке Албании и 17 матчей (2 гола) в Лиге конференций УЕФА.
В начале декабря 2024 года в СМИ появилась информация о заинтересованности «Колоса» к Ррапаю, который должен был стать самым дорогим в истории ковалёвского клуба. 25 декабря 2024 года за сумму около 300 000 евро перешёл в «Колос», с которым подписал 3,5-летний контракт.

## Карьера в сборной
Выступал за юношеские и молодёжную сборную Албании разных возрастных категорий.
В футболке национальной сборной Албании дебютировал 26 октября 2022 года в ничейном (1:1) выездном поединке против Саудовской Аравии. Ррапай вышел на поле в начале второго тайма.